# کارل سوکک

کارِل سوچک (به چکی: Karel Soucek) (زاده ۱۹ آوریل ۱۹۴۷ در چکسلواکی - ۲۰ ژانویه ۱۹۸۵ در هیوستون، تگزاس)، بدل‌کار حرفه‌ای اهل کانادا بود که بشکه جاذب ضربه را اختراع کرد
سوچک در هنگام نمایش با بشکه جاذب ضربه از روی سقف رلیانت استرودوم به پایین پرید که منجر به مرگش شد.
وی در همیلتون، کانادا زندگی می‌کرد.